# 阿尔夫·毕晓普
艾尔弗雷德·約翰·「阿尔夫」·毕晓普（英語：Alfred John 'Alf' Bishop，1886年4月8日—1938年8月8日）是一名英格蘭足球運動員，司職後衛，其足球生涯大部份時間效力狼隊。

## 足球生涯
1906年6月，Bishop從鄰近的非聯賽球會黑爾斯歐文鎮轉投狼隊。1906年9月1日，他首次代表球會上場參加英格蘭乙組聯賽，以1-1戰平赫尔城。
他在球隊是常規先發球員，主要擔任後衛角色。他亦參加了1907-08球季英格蘭足總盃決賽，擊敗纽卡斯尔联奪冠。
經歷382次上場後，他離隊轉投雷克斯汉姆結束球會生涯。退役後他回到伍爾弗漢普頓定居。
此外他在1918/19球季曾客串代表斯托克城上場一次。
毕晓普在1938年8月8日離世，享年52歲。

## 榮譽
狼隊
- 英格蘭足總盃冠軍：1908